# Отто, Зильке
Зильке Отто (нем. Sylke Otto; род. 7 июля 1969, Карл-Маркс-Штадт) — немецкая саночница, двукратная олимпийская чемпионка (2002, 2006), 6-кратная чемпионка мира (2000, 2001, 2003, 2005), 5-кратная чемпионка Европы, многократная обладательница Кубка мира.

## Биография
Живёт в Цирндорфе, где была в 2008 году избрана в городской совет.